# Pantoporia tenuifasciata
Pantoporia tenuifasciata är en fjärilsart som beskrevs av Hans Fruhstorfer 1906. Pantoporia tenuifasciata ingår i släktet Pantoporia och familjen praktfjärilar. Inga underarter finns listade i Catalogue of Life.